# Beauchamp (Val-d'Oise)
Beauchamp és un municipi francès, situat al departament de Val-d'Oise i a la regió d'Illa de França. L'any 2007 tenia 8.843 habitants.
Forma part del cantó de Taverny, del districte d'Argenteuil i de la Comunitat d'aglomeració Val Parisis.

## Demografia

### Població
El 2007 la població de fet de Beauchamp era de 8.843 persones. Hi havia 3.377 famílies, de les quals 883 eren unipersonals (293 homes vivint sols i 590 dones vivint soles), 1.052 parelles sense fills, 1.189 parelles amb fills i 253 famílies monoparentals amb fills.
La població ha evolucionat segons el següent gràfic:
Habitants censats

### Habitatges
El 2007 hi havia 3.673 habitatges, 3.454 eren l'habitatge principal de la família, 46 eren segones residències i 173 estaven desocupats. 2.527 eren cases i 1.089 eren apartaments. Dels 3.454 habitatges principals, 2.613 estaven ocupats pels seus propietaris, 779 estaven llogats i ocupats pels llogaters i 62 estaven cedits a títol gratuït; 112 tenien una cambra, 330 en tenien dues, 650 en tenien tres, 948 en tenien quatre i 1.413 en tenien cinc o més. 2.739 habitatges disposaven pel capbaix d'una plaça de pàrquing. A 1.628 habitatges hi havia un automòbil i a 1.336 n'hi havia dos o més.

### Piràmide de població
La piràmide de població per edats i sexe el 2009 era:
| Homes | Edats   | Dones |
| ----- | ------- | ----- |
| 0     | 95 o +  | 4     |
| 16    | 90 a 94 | 28    |
| 36    | 85 a 89 | 80    |
| 48    | 80 a 84 | 68    |
| 104   | 75 a 79 | 160   |
| 140   | 70 a 74 | 184   |
| 228   | 65 a 69 | 212   |
| 260   | 60 a 64 | 232   |
| 256   | 55 a 59 | 264   |
| 396   | 50 a 54 | 332   |
| 400   | 45 a 49 | 376   |
| 292   | 40 a 44 | 328   |
| 364   | 35 a 39 | 352   |
| 296   | 30 a 34 | 300   |
| 280   | 25 a 29 | 312   |
| 248   | 20 a 24 | 276   |
| 280   | 15 a 19 | 320   |
| 196   | 10 a 14 | 332   |
| 304   | 5 a 9   | 300   |
| 224   | 0 a 4   | 184   |

## Economia
El 2007 la població en edat de treballar era de 5.773 persones, 4.218 eren actives i 1.555 eren inactives. De les 4.218 persones actives 3.977 estaven ocupades (2.055 homes i 1.922 dones) i 241 estaven aturades (110 homes i 131 dones). De les 1.555 persones inactives 502 estaven jubilades, 595 estaven estudiant i 458 estaven classificades com a «altres inactius».

### Ingressos
El 2009 a Beauchamp hi havia 3.486 unitats fiscals que integraven 8.786 persones, la mediana anual d'ingressos fiscals per persona era de 25.648 €.

### Activitats econòmiques
Dels 528 establiments que hi havia el 2007, 1 era d'una empresa extractiva, 8 d'empreses alimentàries, 6 d'empreses de fabricació de material elèctric, 29 d'empreses de fabricació d'altres productes industrials, 78 d'empreses de construcció, 109 d'empreses de comerç i reparació d'automòbils, 22 d'empreses de transport, 28 d'empreses d'hostatgeria i restauració, 12 d'empreses d'informació i comunicació, 23 d'empreses financeres, 26 d'empreses immobiliàries, 93 d'empreses de serveis, 67 d'entitats de l'administració pública i 26 d'empreses classificades com a «altres activitats de serveis».
Dels 129 establiments de servei als particulars que hi havia el 2009, 1 era una oficina d'administració d'Hisenda pública, 1 oficina de correu, 5 oficines bancàries, 1 funerària, 7 tallers de reparació d'automòbils i de material agrícola, 4 establiments de lloguer de cotxes, 2 autoescoles, 7 paletes, 16 guixaires pintors, 11 fusteries, 10 lampisteries, 16 electricistes, 7 empreses de construcció, 10 perruqueries, 1 veterinari, 16 restaurants, 10 agències immobiliàries, 2 tintoreries i 2 salons de bellesa.
Dels 24 establiments comercials que hi havia el 2009, 3 eren botiges de menys de 120 m², 5 fleques, 4 carnisseries, 3 peixateries, 1 una peixateria, 1 una llibreria, 2 botigues d'equipament de la llar, 1 una botiga de material de revestiment de parets i terra, 1 un drogueria i 3 floristeries.

## Equipaments sanitaris i escolars
El 2009 hi havia 3 farmàcies i 2 ambulàncies.
El 2009 hi havia 3 escoles maternals i 2 escoles elementals. Beauchamp disposava d'un col·legi d'educació secundària amb 491 alumnes.

## Poblacions més properes
El següent diagrama mostra les poblacions més properes.